# Jesús Reyes Heroles

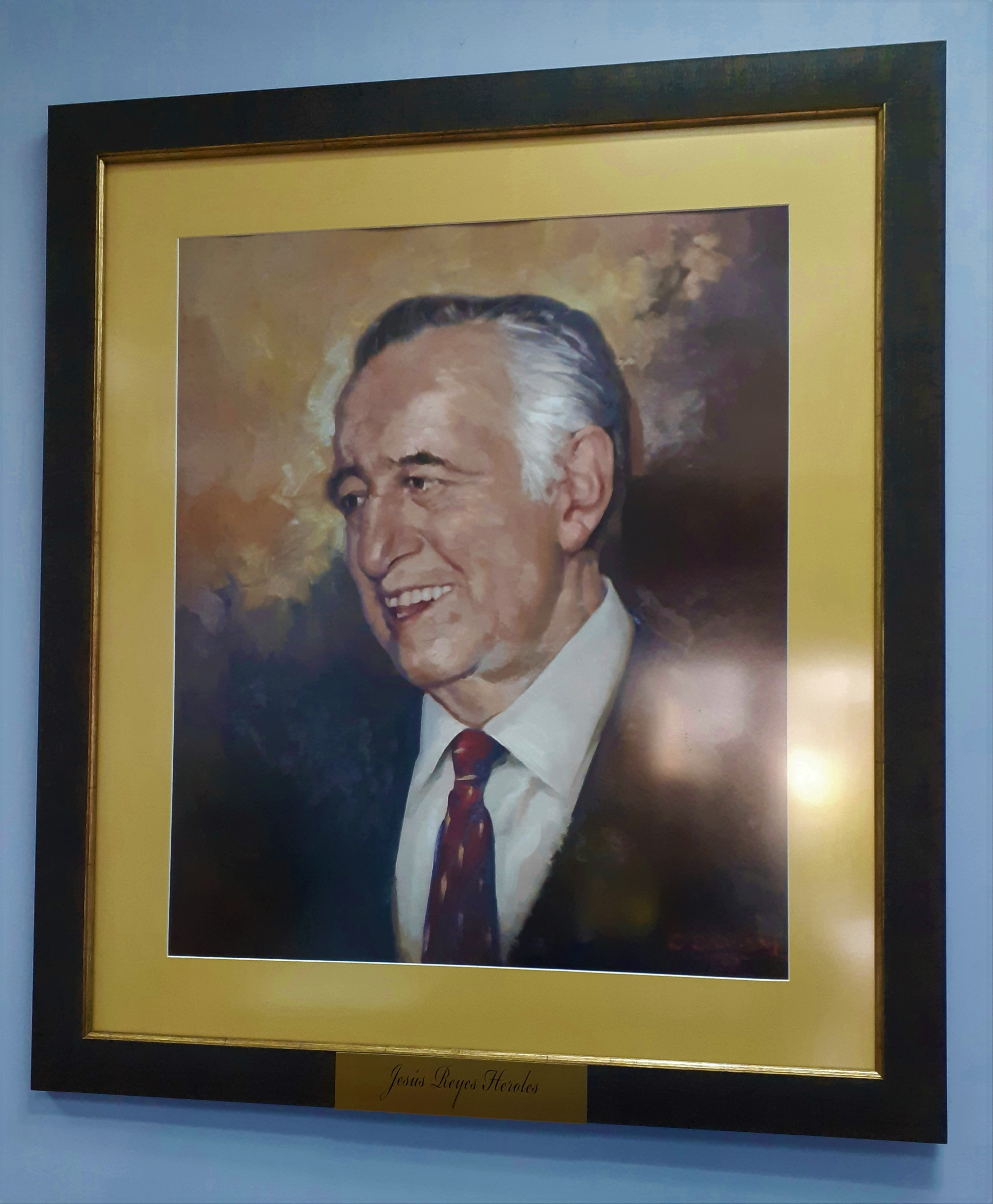
Jesús Reyes Heroles

Jesús Reyes Heroles (Tuxpan, 3 april 1921 - Denver, 19 maart 1985) was een Mexicaans jurist, historicus en politicus.
Reyes Heroles werd geboren in de deelstaat Veracruz met Spaanse ouders. Hij studeerde recht aan de Nationale Autonome Universiteit van Mexico (UNAM) en in Buenos Aires. Hij doceerde recht aan de UNAM; een van zijn studenten was de latere president Luis Echeverría (1970-1976). Hij sluit zich in 1939 aan bij de Institutioneel Revolutionaire Partij (PRI), waarvoor hij in 1961 in de Kamer van Afgevaardigden werd gekozen. Van 1964 tot 1970 was hij directeur van het staatsoliebedrijf Petróleos Mexicanos (PEMEX), en vervolgens voorzitter van de sociale zekerheid. Onder Echeverría, van 1972 tot 1975 was hij voorzitter van de PRI. 
Als historicus was Reyes Heroles vooral bekend wegens zijn werken over Mexico in de 19e eeuw en het verdedigen van de Mexicaanse Revolutie. Hij verweerde zich tegen de kritieken dat de idealen van de revolutie na 1940 door de Mexicaanse regering niet meer nagestreefd werden. Reyes Heroles beschouwde de postrevolutionaire Mexicaanse staat een voortzetting van de Reforma, de liberale hervorming van 1855-1867, die tijdens het Porfiriato (1876-1910) in de verdrukking waren geraakt. Bij het uitbreken van de revolutie werden volgen Reyes Heroles de liberale ideeën weer opgepakt, waarbij slechts een aantal zaken (sociaalliberalisme in plaats van onaantastbaarheid van eigendom) waren aangepast. Reyes Heroles vormde hiermee een van de belangrijkste ideologen van de 'officiële' geschiedschrijving, door andere historici, waaronder Daniel Cosío Villegas, is hem wel verweten dat zijn geschiedenisvisie vooral diende als rechtvaardiging van de PRI-eenpartijstaat, en dat het Mexicaanse politieke systeem meer weg had van het Porfiriato dan de liberale Reforma.
Onder president José López Portillo (1976-1982) was hij minister van binnenlandse zaken, en voerde hij in 1977 de wet door die de erkenning van nieuwe politieke partijen mogelijk maakte, de Federale Wet voor Organisaties en Politieke en Electorale Processen (LOPPE). Hij gold als kandidaat-opvolger van López Portillo, doch deze benoemde in 1982 Miguel de la Madrid als presidentskandidaat voor de PRI. De la Madrid benoemde hem vervolgens tot minister van onderwijs. Reyes Heroles overleed in 1985. Zijn zoon Jesús Reyes Heroles González Garza is eveneens politicus.